# Saint-Amand, Creuse
 Saint-Amand là một xã thuộc tỉnh Creuse trong vùng Nouvelle-Aquitaine miền trung nước Pháp. Xã này nằm ở khu vực có độ cao trung bình 480 mét trên mực nước biển.